# Simon Banza
Simon Bokoté Banza (Creil, 13 de agosto de 1996), é um futebolista franco-congolês que atua como centroavante. Atualmente defende o Trabzonspor, emprestado pelo Braga.

## Carreira no clube
Nascido em Creil, Oise, Banza começou a sua carreira profissional sénior no Lens, pela sua equipa de reservas na quarta divisão francesa. Marcou o seu primeiro golo na Ligue 2 a 6 de maio de 2016, com apenas 19 anos, embora este fosse o chamado golo de honra no final de uma derrota por 2 a 1 com o Football Bourg-en-Bresse Péronnas 01.
Em janeiro de 2017, Banza é emprestado ao AS Béziers do Championnat National até o final da época. Em agosto desse mesmo ano, ele é novamente emprestado, mas desta feita para Union Titus Pétange da Divisão Nacional do Luxemburgo, tendo sido o sexto melhor marcador da Liga com 13 golos, destacando-se com um hat-trick na vitória por 4 a 1 em casa sobre o US Esch a 15 de abril de 2018.
A 24 de maio de 2019, Simon Banza marcou aquele que seria o golo da vitória do Lens por 2-1 no prolongamento sobre o ES Troyes AC, na segunda mão das meias finais do play-off de subida. Na época seguinte, ele marcou por sete ocasiões, num ano em que o Lens é promovido para o principal escalão francês como vice-campeão da Segunda Liga, incluindo um bis a 3 de dezembro de 2019 numa vitória por 3 a 0 em casa sobre o FC Chambly. Ele foi expulso 18 dias depois numa vitória por 1-0 sobre o Chamois Niortais FC, também na casa do Lens, o Stade Bollaert-Delelis.

### Famalicão
A 31 de agosto de 2021, Banza assina pelo FC Famalicão, em Portugal, por empréstimo para a época de 2021-22. Na sua estreia na Primeira Liga, 12 dias depois, frente ao Moreirense FC, Banza faria dois golos num empate por 2-2 para o campeonato. Ele acrescentara novo bis numa vitória sobre o CD Santa Clara em 23 de outubro, embora também tenha sido expulso da partida posteriormente. Ele terminou a época como o sétimo melhor marcador da Liga Bwin Portugal com 14 golos apontados em 29 jogos, uma média de cerca de 1 golo a cada 2 jogos, incluindo novos dois golos na ultima jornada do campeonato numa vitória por 3 a 2 em casa frente ao vizinho minhoto SC Braga para garantir um lugar na primeira metade da tabela para o Famalicão.

### Braga
A 19 de julho de 2022, Banza assinou um contrato de cinco anos com o Braga, deixando o Lens por um valor de €3 milhões, tendo ficado com uma cláusula de rescisão fixada nos €30 milhões.

### Trabzonspor
No dia 5 de setembro de 2024, Banza foi emprestado ao Trabzonspor por 2 milhões de euros e uma cláusula de opção de compra, não obrigatória, de 25 milhões de euros.

## Vida pessoal
Banza nasceu em França, sendo filho de pais congoleses da República Democrática do Congo.